# José Artés de Arcos Marco
José Artés de Arcos Marco   (Alhama de Almeria, 27 de febrer de 1893 - Almeria, 1 de gener de 1985) fou un mecànic, inventor i empresari andalús establert a Catalunya. Fundà l'empresa José Artés de Arcos, SA, pionera en el sector de la indústria auxiliar de l'automòbil, impulsà cotxes de competició (com ara l'Artés Guepardo de 1966 i l'Artés Campeador de 1967) i fou fundador i president del Gremi de Fabricants de Peces d'Automòbil.

## Biografia
Nascut en una família de forners, de ben jove va destacar per la seva habilitat manual. Treballà en diverses empreses mineres, com ara Sota Aznar i la Compañía Minera Española de San Juan a Melilla, ciutat on va desenvolupar la primera de les més de 500 patents que va produir al llarg de la seva vida: el motor rotatiu, registrat amb el núm. 61714. El 1918, es va traslladar a Barcelona, on va treballar en una empresa dedicada a la reparació de motors de vaixells. El 1927, gràcies a l'alta retribució que rebé per una reparació important, es va poder establir pel seu compte en un petit taller de reparació d'automòbils que obrí al carrer de Còrsega.

### Invents destacats
Entre altres invents seus hi ha l'economitzador de benzina, la més famosa i productiva de les seves patents, i la botzina per aspiració, la qual fou copiada ben aviat a nombrosos països. José Artés de Arcos va dur a terme una demostració d'aquest invent tot instal·lant-lo en un cotxe i recorrent Espanya en una gira promocional, durant la qual feia sonar un conjunt de botzines de deu notes interpretant músiques populars en entrar als pobles. Aquest viatge va acabar al pati del Palau Reial de Madrid i, poc després, als Camps Elisis amb motiu del Saló de l'Automòbil de París.

### Trajectòria empresarial
Com a empresari va fundar la seva pròpia companyia, José Artés de Arcos, SA, pionera a l'estat espanyol en el ram dels subministraments a la indústria automotriu i especialitzada en la fabricació de llums, altaveus, caixes de cartró i fullets comercials, entre d'altres. Tenia fàbriques a Barcelona, Madrid i Almeria, des d'on subministrava als seus clients. Artés introduí la multinacional francesa Jaeger a l'estat en formar l'empresa Artés-Jaeger, amb fàbrica a Barberà del Vallès, des d'on va produir tots els components electrònics automotrius de diverses marques europees. També s'associà amb el fabricant francès de fars Cibié, amb el qual va formar una companyia anomenada Proyectos Automóviles, SA (PASA) i n'instal·là la fàbrica a Martos, província de Jaén.
Al llarg de la seva vida tocà molts altres sectors: les ràdios Artés es van fabricar a partir de 1947, i les conegudes carrabines d'aire comprimit i de gas Setra (acrònim del seu cognom escrit a l'inrevés) són també obra seva.

## Reconeixements
José Artés de Arcos va ser nomenat Fill adoptiu d'Arenys de Munt, on residia, i més tard li fou atorgada la Medalla d'Or de la ciutat. Al mateix temps, li fou dedicat un carrer i s'instal·là una placa commemorativa al barri de Sobirans, en agraïment per l'electrificació d'aquest barri que pagà en la seva totalitat i beneficià tot el veïnat. També fou nomenat Fill predilecte d'Alhama de Almería, on a més se li dedicà un carrer i s'hi va erigir un monument seu en agraïment a les seves contribucions en pro de la ciutat.
A Barcelona li fou atorgat el títol d'Empresa Model per la seva tasca com a membre de la Cambra Oficial de Comerç, Indústria i Navegació i l'obra feta en benefici dels seus treballadors, als quals els construí dos grups de 60 habitatges i els donà altres beneficis socials. Finalment, fou també guardonat amb la medalla de plata al Mèrit en el Treball (1965), la Gran Creu del Mèrit Civil i la medalla d'or i de plata de la Creu Roja.